# Gerald Asamoah
Gerald Asamoah (Mampong, 1978. október 3. –) ghánai születésű, német válogatott labdarúgó, edző.

## Sikerei, díjai
Schalke 04
- DFB-Pokal
  - 1. hely (2): 2000–01, 2001–02
- DFB-Ligapokal
  - 1. hely (1): 2005
- Intertotó-kupa
  - 1. hely (2): 2003, 2004

SpVgg Greuther Fürth
- Bundesliga II
  - 1. hely (1): 2011–12

Németország
- Konföderációs kupa
  - 3. hely (1): 2005
- Világbajnokság
  - 2. hely (1): 2002
  - 3. hely (1): 2006